# نتفلیکس اند چیل

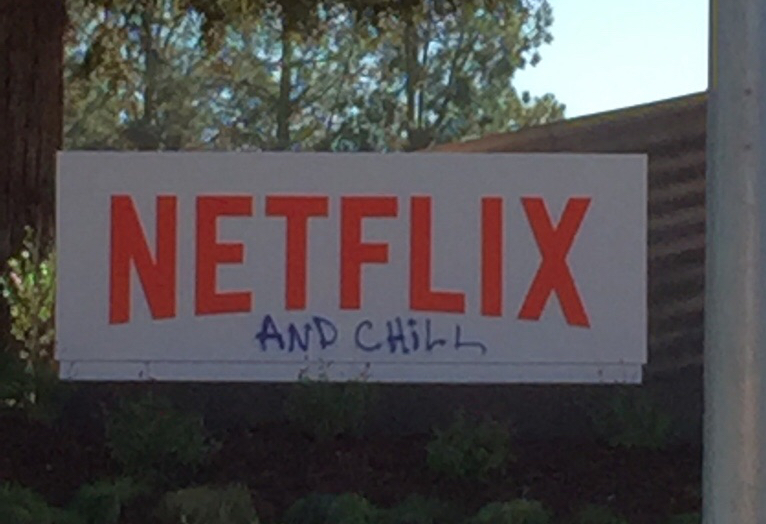
تابلوی نقاشی شده روی جلوی مقر Netflix در لس گاتوس ، کالیفرنیا

"نتفلیکس اند چیل" (به انگلیسی: Netflix and chill) یک اصطلاح عامیانه اینترنتی است که به عنوان حسن تعبیری برای اشاره به فعالیت‌های جنسی، رابطه عاشقانه، سکس تفننی و یا گروپی استفاده میشود. از زمان اولین استفاده ثبت شده از این اصطلاح در سال ۲۰۰۹ در توییتر، که مضمونی غیرجنسی هم داشته، این عبارت در جامعه توئیتر و سایر سایت‌های اجتماعی مانند فیس‌بوک و واین محبوب گشت. تا سال ۲۰۱۵ ، "نتفلیکس اند چیل" به یک میم اینترنتی بدل گشت و به گزارش فیوژن، در رسانه‌های اجتماعی نوجوانان معمولاً با بار معنایی "جنسی" استفاده می‌شده است.